# Усама ибн Мункыз
Усама бен Мункыз аш-Шейзарий (араб. أسامة بن منقذ الشيزري‎; 4 июля 1095, Шейзар, Сирия — 1188, Дамаск) — арабский писатель и полководец. Участник сражений с крестоносцами.

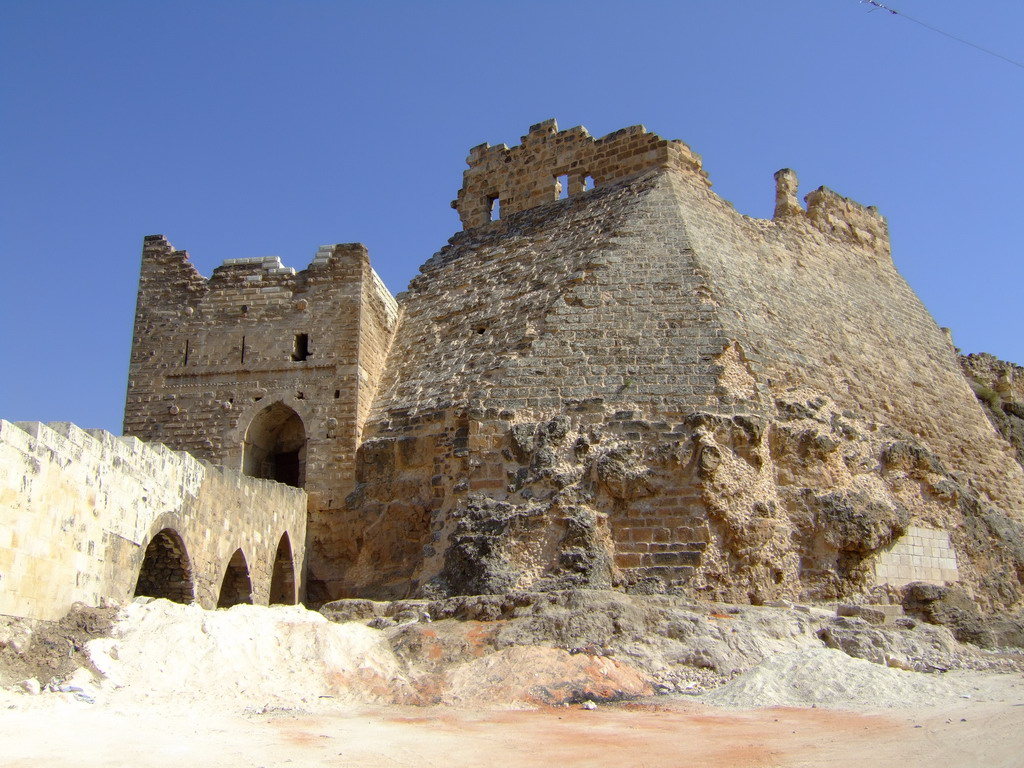
Крепость Шейзар

## Биография
Усама родился в семье правителей Шейзара — одного из многочисленных сирийских княжеств, существовавших в конце XI века. Он получил хорошее образование, его отец, Муршид (1068—1137), получил широкую известность как каллиграф и переписчик Корана. Ибн Халликан (ум. в 1282) характеризует Усаму в своем биографическом словаре как «одного из самых могущественных, образованных и отважных членов семьи Мункизидов, владетелей замка Шайзар».
Уже в 15 лет Усама участвовал в сражениях с крестоносцами, когда Танкред с войском Антиохии предпринял попытку взять Шейзар (в 1110 году). В 1129 году он поступил на службу к правителю Мосула атабеку Занги. После смерти отца в 1137 году из-за конфликта с дядей, Абу-ль-Асакиром, правителем Шейзара, он вынужден был навсегда оставить свой дом.
С 1138 по 1144 год Усама находился на службе у Буридов, правителей Дамаска. В это время он совершает несколько поездок в Палестину, находившуюся под властью крестоносцев. Он участвовал в переговорах между Дамаском и Иерусалимским королевством. Благодаря своему высокому социальному положению, он был вхож в высшие слои франкского общества. У него были друзья среди представителей рыцарства, он познакомился с королём и его придворными. Однако из-за интриг он вынужден был оставить Дамаск и следующим его прибежищем стал Египет.
В Египте Усама пробыл десять лет, с 1144 по 1154 год. В Египте он приобрел влияние. По поручению везира Фатимидов Усама ездил с посольством в Сирию в 1150 году. Однако вовлеченность в дворцовые интриги вынудила его спешно оставить Египет в 1154 году. По дороге он потерял практически все своё имущество, ограбленный бедуинами и крестоносцами. Почти вся его семья погибла в землетрясении в Хаме в 1157 году.
Усама снова, теперь уже на десять лет, обосновался в Дамаске. Он поступил на службу к Нур ад-Дину, сыну мосульского правителя Имад ад-Дина Занги. Из Дамаска Усама совершает в 1160 году паломничество в Мекку. В 1162 и 1164 годах он участвовал с Нур ад-Дином в осаде и взятии принадлежавшей крестоносцам антиохийской крепости Харим.
С 1164 по 1174 год он жил у Артукида Хисн-Кайфы Кара-Арслана в Верхней Месопотамии. В 1174 году он возвращается в Дамаск, находившейся к тому времени под властью Салах ад-Дина. При дворе последнего находился любимый сын Усамы Мурхаф. Здесь он и провел свои последние годы. Усама уже не обладал прежним политическим влиянием и прибывал в относительном забвении. Но это время он посвятил осмыслению пережитого. Усама писал о себе в эти годы:

Я всегда был горящим факелом битвы; всякий раз, когда она угасала,

Я зажигал её вновь искрой, высеченной ударом меча о голову врага…

Но ныне я стал подобен праздной деве, которая лежит

На мягких подушках за ширмами и занавесями.

И я ослабел, лежа неподвижно столь долго.

## Сочинения
- Китаб аль-ъаса (Книга о посохе), Каир, 1953
- Китаб ал-маназил ва-д-дийар (Книга стоянок и жилищ), Москва, 1961. (Факсимиле рукописи без перевода);
- Китаб аль-Иътибар в рус. пер. — Книга назидания, [пер. М. А. Салье, вступ. ст. И. Ю. Крачковского и Е. А. Беляева, 2 изд.], М., 1958 (лит. с. 321-24)